# Zhang Wenxiu
Zhang Wenxiu (Liaoning, China, 22 de marzo de 1986) es una atleta china, especialista en la prueba de lanzamiento de martillo, con la que ha logrado ser dos veces subcampeona olímpica en 2008 y 2016.

## Carrera deportiva como lanzadora de martilo
En el Mundial de Osaka 2007 gana el bronce —tras la alemana Betty Heidler y la cubana Yipsi Moreno—, en los JJ. OO. de Pekín 2008 gana la plata —de nuevo tras la cubana Yipsi Moreno—, en el Mundial de Daegu 2011 gana el bronce, al igual que en las Olimpiadas de Londres 2012 y el Mundial del año siguiente de Moscú 2013, y en el Mundial de Pekín 2015 y las Olimpiadas de Río 2016 gana la plata.